# Рединг
Вижте пояснителната страница за други значения на Рединг.
Рединг (на английски: Reading, произнася се [ˈɹɛdɪŋ]) е голям град и автономна самоуправляваща се единица в област Бъркшър в Югоизточна Англия. Градът се намира в долината на Темза при вливането на река Кенет в река Темза и на основната железопътна линия на Great Western Railway и на магистрала М4.
Рединг се намира на 36 мили (58 км) на изток от Суиндън, 24 мили (39 км) южно от Оксфорд и 36 мили (58 км) западно от централен Лондон.
Община Рединг има 155 700 жители (2011 г.). Градът е по-голямата част от градския регион Рединг/Уокингам, в който живеят 369 804 жители (2001 г.). Градът има двама депутати, представящи жителите му в долната камара на парламента. Депутати от Рединг са присъствали във всеки парламент от 1295 г. насам. Рединг е официален областен град на Бъркшър от 1867 г., преди това е споделял титлата областен град с Абингдън.
Рединг е заселен през VIII век и е важен център през Средновековието заради Редингското абатство, което е било манастир със силни кралски връзки. Градът е силно засегнат от Английската революция (1642 – 1651) заради дълга обсада, която пречи на търговията и развитието и играе основна роля в Славната революция от 1688 г., когато единствената основна военна битка за цялата революция се провежда по улиците на града. През XIX век през града е построена железопътната линия Great Western Railway, което способства за развитието на бизнеса на пивоварните, пекарните и производството на семена за разсад.
Рединг е търговски център с основни дейности в областта на информационните технологии и застраховането и въпреки близостта си до Лондон в града работят повече извънградски жители, отколкото жители на града пътуват за работа извън града.
Градът е основен търговски център за голяма част на долината на Темза и е седалище на Редингския университет. Всяка година в града се провежда Редингският фестивал, един от най-големите музикални фестивали в Англия. В града е седалището на отборите ФК Рединг и Лондон Айриш ръгби юнион, а над 15 000 души всяка година участват в Редингския полумаратон.

## Спорт
Представителният футболен отбор на града се нарича ФК Рединг.

## Личности
Родени
- Джордж Александър (1858 – 1918), актьор
- Ричард Бърнс (1971 – 2005), автомобилен състезател
- Сам Мендес (р. 1965), режисьор и продуцент
- Кейт Мидълтън (р. 1982), съпруга на принц Уилям
- Майк Олдфийлд (р. 1953), музикант и композитор
- Джон Сайкс (р. 1959), музикант
- Нийл Уеб (р. 1963), футболист
- Хюбърт Уилис (1876 – 1933), актьор
- Кейт Уинслет (р. 1975), киноактриса

Починали
- Дейвид Байрън (1947 – 1985), певец

## Побратимени градове
- Клонмел, Република Ирландия
- Дюселдорф, Германия